# Anna Temesvári
Anna Temesvári (Budapest, 24 febbraio 1943) è una nuotatrice ungherese.
Specializzata nel dorso, ha partecipato ai Giochi di Roma 1960, gareggiando nei 100m dorso e nella Staffetta 4x100m sl.